# Echeandía
Echeandía är en ort i Ecuador.   Den ligger i provinsen Bolívar, i den centrala delen av landet, 160 km sydväst om huvudstaden Quito. Echeandía ligger 302 meter över havet och antalet invånare är 4 576.
Terrängen runt Echeandía är huvudsakligen kuperad, men söderut är den bergig. Runt Echeandía är det ganska glesbefolkat, med 43 invånare per kvadratkilometer. Närmaste större samhälle är Ventanas, 19,9 km väster om Echeandía. Omgivningarna runt Echeandía är en mosaik av jordbruksmark och naturlig växtlighet.